# فريتز فيشر (لاعب كرة قاعدة)
فريتز فيشر (بالإنجليزية: Fritz Fisher) هو لاعب كرة قاعدة أمريكي، ولد في 28 نوفمبر 1941 في أدريان في الولايات المتحدة.